# Şehzade Korkut (figlio di Bayezid II)
Şehzade Korkut (Amasya, 1469 – Emet, 10 marzo 1513) è stato un principe ottomano, figlio del sultano Bayezid II e Nigar Hatun.

## Biografia
Korkut nacque ad Amasya nel 1469, dall'allora Şehzade Bayezid, governatore della regione, e dalla concubina Nigar Hatun. Aveva due sorelle di sangue, Fatma Sultan e Ayşe Sultan. 
Era il favorito di suo nonno Mehmed II, che lo crebbe a Costantinopoli alla sua corte, assicurandosi che avesse la migliore istruzione. Korkut divenne un apprezzato poeta, teologo e compositore musicale, e scrisse almeno sei trattati religiosi, una raccolta di poesie e diverse composizioni musicali, ora perduti, che firmò con il nome di Ebülhayr Mehmed Korkut. Alla morte di Mehmed nel 1481 Korkut tenne la capitale come reggente fino all'arrivo del nuovo sultano suo padre, Bayezid II. 
Una volta adulto, come tradizione, venne inviato in provincia come governatore. Nel 1491 venne nominato governatore di Manisa, ma nel 1502 venne sostituito dal suo fratellastro Alemşah e spostato ad Antalya, molto più lontana dalla capitale. L'impero ottomano non aveva una legge di successione codificata fino al XVII secolo, e qualunque figlio del sultano defunto fosse arrivato per primo a Costantinopoli e si fosse fatto acclamare sultano avrebbe avuto diritto al trono. A quel punto, il nuovo sultano aveva il diritto, secondo la Legge del Fraticidio, di uccidere i propri fratelli e nipoti, che, da parte loro, potevano ribellarsi al sultano per la vita e il trono. Le lotte fratricide erano frequenti e la vicinanza della provincia assegnata allo Şehzade era quindi segno del favore verso questi. Korkut interpretò infatti il trasferimento come un segno di sfavore paterno, soprattutto quando le sue richieste di tornare a Manisa furono ignorate, e fuggì in Egitto, alla corte dei sultani mamelucchi. La reazione furiosa del padre lo convinse a tornare nella sua provincia. Sulla via del ritorno fu attaccato in mare dai Cavalieri Ospitalieri di Rodi, ma riuscì a tornare in patria. 
Nel 1511, i suoi fratellastri Ahmed e Selim si ribellarono al padre e uno contro l'altro per il trono. Entrambi fallirono e il primo dovette asserragliarsi nella provincia di Konya, mentre il secondo fuggì in Crimea. Korkut cercò di approfittare di questo vuoto di potere raggiungendo segretamente prima Manisa e poi Costantinopoli. Corruppe l'esercito perché lo acclamasse sultano alla morte di Bayezid, ma questi disertarono quando Selim, dalla Crimea, marciò su Costantinopoli con il sostegno del khan Menli Giray e la conquistò, costringendo il padre all'abdicazione e dichiarandosi sultano nel 1512. Bayezid morì misteriosamente meno di un mese dopo.  
Korkut fece immediatamente atto di sottomissione al fratellastro, che gli consentì di tornare a Manisa. Tuttavia, Selim era sospettoso e non intendeva lasciare in vita possibili rivali: inviò quindi a Korkut numerose spie che lo istigarono alla ribellione e, quando gli fu confermato che il fratello aveva accettato e si preparava a reclutare un esercito per detronizzarlo, ordinò che venisse giustiziato. 
Korkut morì a Emet il 10 marzo 1513 e fu sepolto a Bursa, nella tomba del sultano Orhan.

## Discendenza
Non sono note consorti di Korkut, ma doveva averne almeno due, dal momento che ebbe due figli maschi (all'epoca, una concubina poteva metterne al mondo uno solo prima di essere allontanata).

### Figli
Şehzade Korkut ebbe due figli, entrambi morti infanti. I nomi e le date di nascita e morte sono sconosciute. 

### Figlie
Şehzade Korkut ebbe almeno due figlie: 
- Fatma Sultan (? - ?). Sposò Ali Bey.
- Ferahşad Sultan (? - ?). Sposò prima Malkocoglu Ali Bey e poi in seconde nozze Mehmed Bey Efendi.

## Fonti
- Emecen, Feridun (2002). KORKUT, Şehzade (in turco). vol. 26. Ankara:TDV İslâm Ansiklopedisi.
- M. Uğur Derman,Letters in Gold: Ottoman Calligraphy from the Sakıp Sabancı Collection, Istanbul, New York, Metropolitan Museum of Art, 1998
- Yasar Yüce. Ali Sevim: Türkiye tarihi Cilt II, AKDTYKTTK Yayınları, Istanbul, 1991
- Joseph von Hammer: Osmanlı Tarihi cilt I (condensazione: Mehmet Ata-Abdülkadir Karahan), Milliyet yayınları, Istanbul.

| Controllo di autorità | VIAF (EN) 17557774 · ISNI (EN) 0000 0000 1119 274X · LCCN (EN) no2013104463 · GND (DE) 1110908938 · BNF (FR) cb15829396h (data) · J9U (EN, HE) 987007582598205171 |